# Uta (Italia)
Uta (Uda in sardo) è un comune italiano di 8 887 abitanti della città metropolitana di Cagliari, appartenente alla regione del Campidano di Cagliari, in Sardegna.

## Origini del nome
Il suo nome deriva dal latino Uda che significa "umida", "pantanosa", "palustre".

## Storia

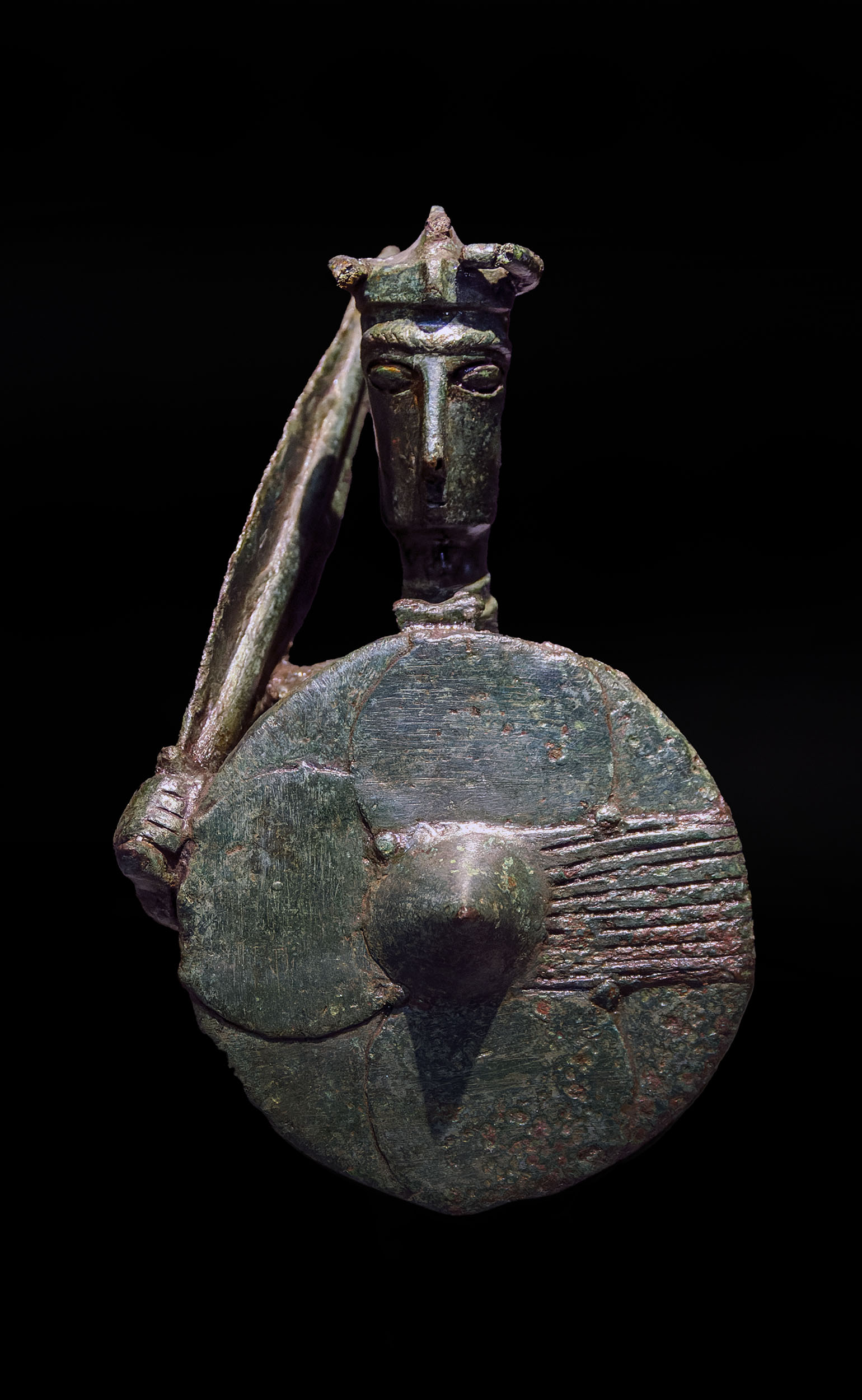
Bronzetto nuragico da Monte Arcosu

Il territorio di Uta è abitato fin dall'epoca neolitica e nuragica, come testimoniano numerosi ritrovamenti archeologici.
Durante la dominazione romana, tra il 290 e il 304 d.C., vissero a Uta due giovani donne, Flaviana ed Emerenziana, che si recavano ogni giorno a Cagliari per visitare e ristorare i cristiani nelle carceri. Vennero scoperte e portate al giudice Barbaro, il quale dopo averle torturate le fece uccidere. Oggi Flaviana ed Emerenziana sono venerate come sante e martiri dalla Chiesa Cattolica: le loro reliquie sono conservate in parte nella Cattedrale di Cagliari, in parte nella parrocchiale di Uta.
Durante il Medioevo, Uta appartenne al giudicato di Cagliari e fece parte della curatoria di Decimo. Il giudice di Cagliari Torchitorio I cedette l'antica chiesa di San Genesio ai Benedettini di San Vittore di Marsiglia, che costruiranno in seguito, nelle vicinanze del villaggio, la chiesa di Santa Maria e un monastero.
Nella seconda metà del XIII secolo, dopo la fine del giudicato cagliaritano (1258), Uta fu assegnata al pisano Gherardo della Gherardesca. Nel 1324 gli Aragonesi si impadronirono del territorio che venne inglobato nella contea di Quirra, appartenente ai Carroz.
Tra il 1365 e il 1409, durante le guerre che contrapposero il Regno di Sardegna aragonese al giudicato di Arborea, il paese fu occupato, a più riprese, dalle armate arborensi. Ritornato agli Aragonesi, fu nuovamente infeudato alla famiglia Carroz che lo tenne fino al 1511. La contea fu trasformata in marchesato nel 1603, feudo dei Centelles e poi degli Osorio de la Cueva.
Fu riscattata all'ultimo feudatario Filippo Osorio nel 1839, in epoca sabauda, con la soppressione del sistema feudale, per cui divenne un comune amministrato da un sindaco e da un consiglio comunale.

### Simboli
Lo stemma e il gonfalone del comune di Uta sono stati concessi con decreto del presidente della Repubblica del 26 aprile 1964.
Il gonfalone è un drappo partito, di bianco e di verde.

## Monumenti e luoghi d'interesse
Il centro è conosciuto, oltre per la chiesa romanica di Santa Maria, anche per il ritrovamento, in passato, di 8 bronzetti nuragici alle falde del Monte Arcosu. Il ritrovamento avvenne nel giugno del 1849, ad opera di un carpentiere, ed i bronzetti sono custoditi nel museo archeologico nazionale di Cagliari. Inoltre sono presenti almeno 26 siti con resti di capanne e strutture nuragiche, ben distribuiti in tutto il territorio comunale.

### Architetture religiose
- Chiesa di Santa Giusta
- Chiesa di Santa Maria
- Chiesa di Santa Lucia
- Chiesa di San Nicola
- Cappella Sa Guardiedda

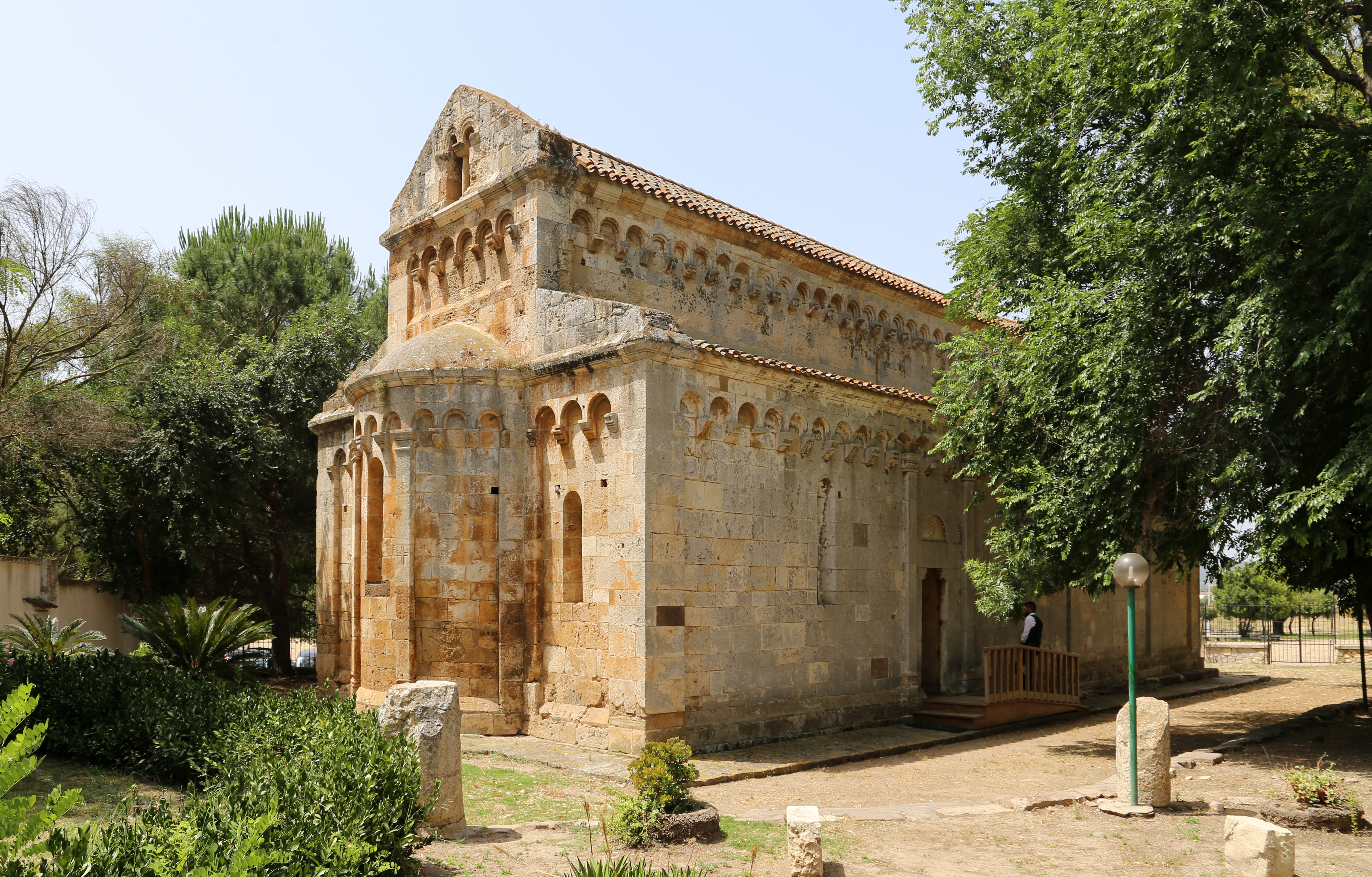
Retro della chiesa romanica di Santa Maria

- Ruderi della chiesa di Santa Maria Magramixi
- Ruderi della chiesa di San Cromazio
- Ruderi della chiesa di Sant'Ambrogio
- Ruderi della chiesa di San Genesio
- Ruderi della chiesa di San Leone
- Ruderi della chiesa di San Sebastiano

### Aree naturali
- Riserva di Monte Arcosu

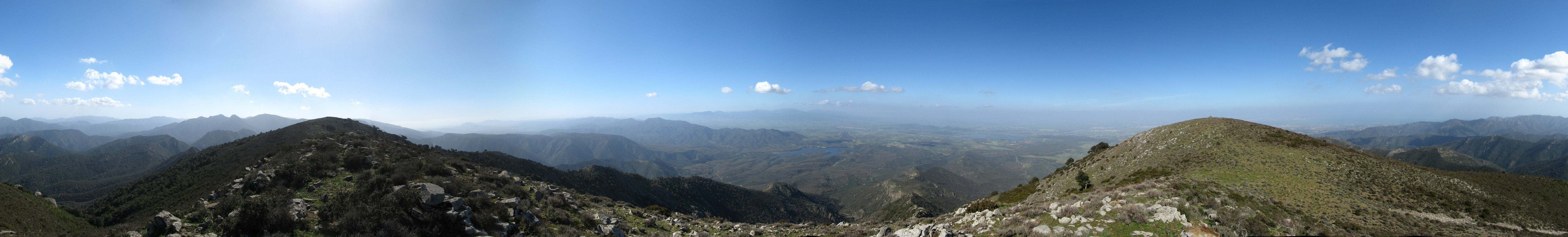
Vista dalla vetta di Monte Arcosu

Nel territorio di Uta sono presenti alcuni resti di miniere (presso Monte Arcosu), un antico sito archeologico "Su niu de su pilloni" raggiungibile dalla SP2 in direzione Carbonia sopra il colle di San Nicola. Dal colle di San Nicola è possibile avere una panoramica del paese dall'alto.

## Società

### Evoluzione demografica
Abitanti censiti

### Etnie e minoranze straniere
Al 31 dicembre 2019 la popolazione straniera residente era di 202 persone, pari al 2,3% della popolazione totale. Le nazionalità straniere più numerose sono:
- Marocco 58
- Romania 39
- Senegal 15

### Lingue e dialetti
La variante del sardo parlata a Uta è il campidanese occidentale.

## Infrastrutture e trasporti

### Strade
Le principali vie di accesso a Uta sono la SS 130 e la strada provinciale 90, entrambe passanti a nord dell'abitato, colleganti Uta con i comuni dell'Iglesiente a ovest e con vari centri del Cagliaritano ad est. A sud del paese scorre invece la SP2, che la collega ai centri del Sulcis e ad Assemini e la Dorsale Consortile che passa per Macchiareddu e la collega a Capoterra.

### Ferrovie

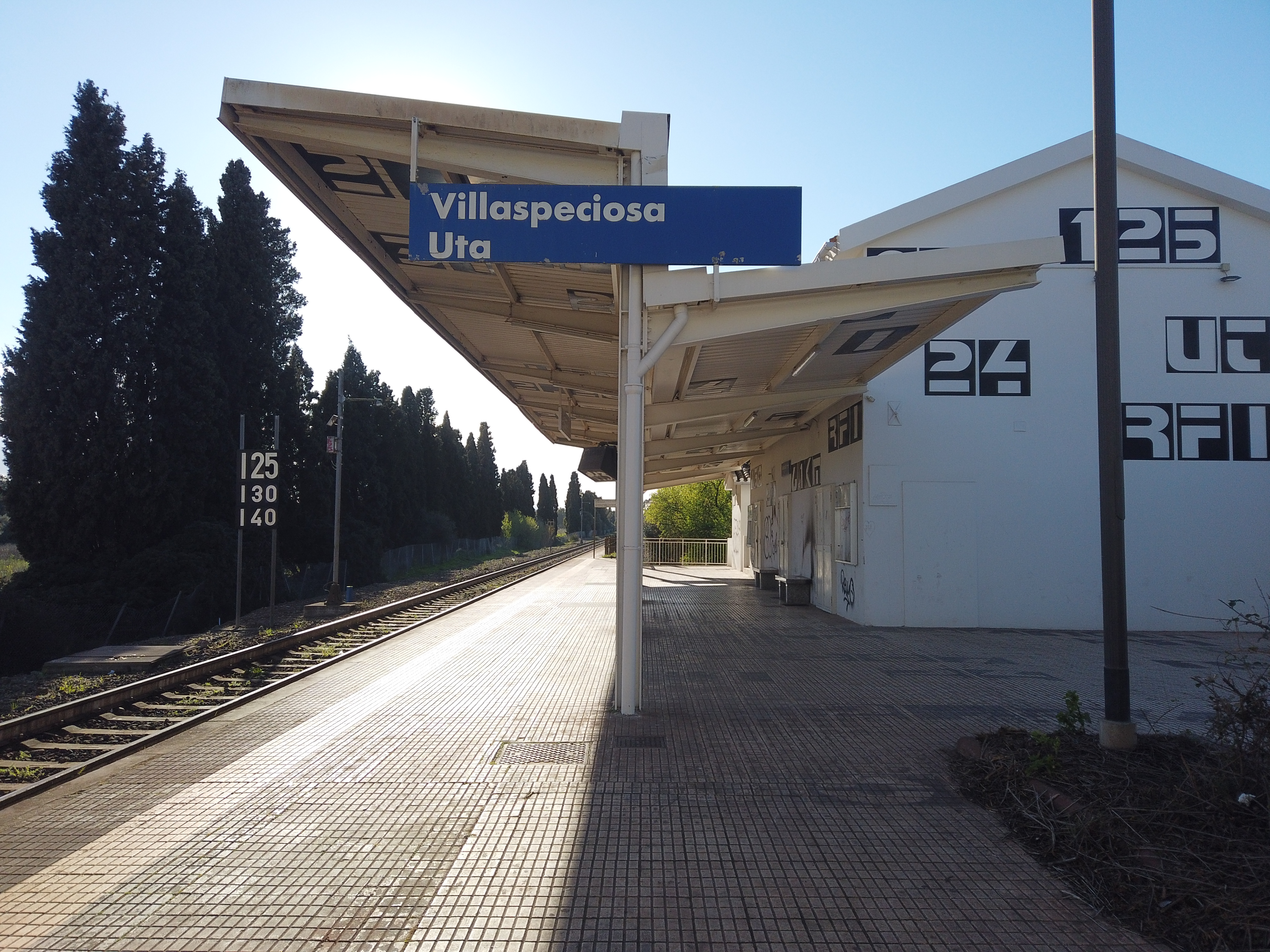
La fermata di Villaspeciosa-Uta, situata al confine con il comune di Villaspeciosa

Il comune è servito dal 1872 dalla stazione di Villaspeciosa-Uta (in passato denominata col solo nome di Uta), situata al confine tra i due comuni in territorio di Villaspeciosa. La fermata è costruita lungo la ferrovia Decimomannu-Iglesias di RFI, ed è collegata da treni regionali Trenitalia aventi capolinea Cagliari in direzione est ed Iglesias e Carbonia ad ovest.

## Amministrazione
| Periodo         | Periodo         | Primo cittadino      | Partito                                  | Carica  | Note   |
| --------------- | --------------- | -------------------- | ---------------------------------------- | ------- | ------ |
| 23 aprile 1995  | 16 aprile 2000  | Marco Aurelio Murgia | liste civiche di centro-destra           | Sindaco | [ 9 ]  |
| 16 aprile 2000  | 8 maggio 2005   | Ignazio Soriga       | liste civiche di centro-sinistra         | Sindaco | [ 10 ] |
| 8 maggio 2005   | 30 maggio 2010  | Ignazio Soriga       | lista civica                             | Sindaco | [ 11 ] |
| 30 maggio 2010  | 31 maggio 2015  | Giuseppe Pibia       | lista civica "Uta il Paese che Vogliamo" | Sindaco | [ 12 ] |
| 31 maggio 2015  | 26 ottobre 2020 | Giacomo Porcu        | lista civica "Inversione a Uta"          | Sindaco | [ 13 ] |
| 26 ottobre 2020 | in carica       | Giacomo Porcu        | lista civica "Inversione a Uta"          | Sindaco | [ 14 ] |